# Cubitán de Dolores
Cubitán de Dolores är en ort i Mexiko.   Den ligger i kommunen San Andrés Huaxpaltepec och delstaten Oaxaca, i den sydöstra delen av landet, 400 km söder om huvudstaden Mexico City. Cubitán de Dolores ligger 240 meter över havet och antalet invånare är 632.
Terrängen runt Cubitán de Dolores är kuperad åt sydväst, men åt nordost är den platt. Runt Cubitán de Dolores är det ganska tätbefolkat, med 96 invånare per kvadratkilometer. Närmaste större samhälle är Santiago Pinotepa Nacional, 17,2 km väster om Cubitán de Dolores. Omgivningarna runt Cubitán de Dolores är huvudsakligen savann.